# El Terrerito de Sevilla
El Terrerito de Sevilla är en ort i Mexiko.   Den ligger i kommunen Degollado och delstaten Jalisco, i den centrala delen av landet, 300 km väster om huvudstaden Mexico City. El Terrerito de Sevilla ligger 1 740 meter över havet och antalet invånare är 119.
Terrängen runt El Terrerito de Sevilla är kuperad norrut, men söderut är den platt. Runt El Terrerito de Sevilla är det ganska tätbefolkat, med 80 invånare per kvadratkilometer. Närmaste större samhälle är La Piedad Cavadas, 13,4 km söder om El Terrerito de Sevilla. Omgivningarna runt El Terrerito de Sevilla är en mosaik av jordbruksmark och naturlig växtlighet.